# ديفيد ستيرن (ممثل)
ديفيد ستيرن (بالإنجليزية: David Sterne)‏ هو ممثل بريطاني، ولد في 1946 في المملكة المتحدة.

## أعمال

### أفلام
- (2004) فانيتى فير[4][5]
- (2005) هاري بوتر وكأس النار
- (2010) الرجل الذئب[6]
- (2010) رحلات غاليفر[7][8][9]
- (2014)  نهوض إمبراطورية[10][11][12][13]

## وصلات خارجية
- ديفيد ستيرن على موقع IMDb (الإنجليزية)
- ديفيد ستيرن على موقع قاعدة بيانات الفيلم (الإنجليزية)